# Hyalopeziza millepunctata
Hyalopeziza millepunctata är en svampart som först beskrevs av Marie Anne Libert, och fick sitt nu gällande namn av Raitv. 1970. Hyalopeziza millepunctata ingår i släktet Hyalopeziza och familjen Hyaloscyphaceae.   Inga underarter finns listade i Catalogue of Life.
I den svenska databasen Dyntaxa används istället namnet Olla scrupulosa för samma taxon.  Arten är reproducerande i Sverige.